# Ямщик

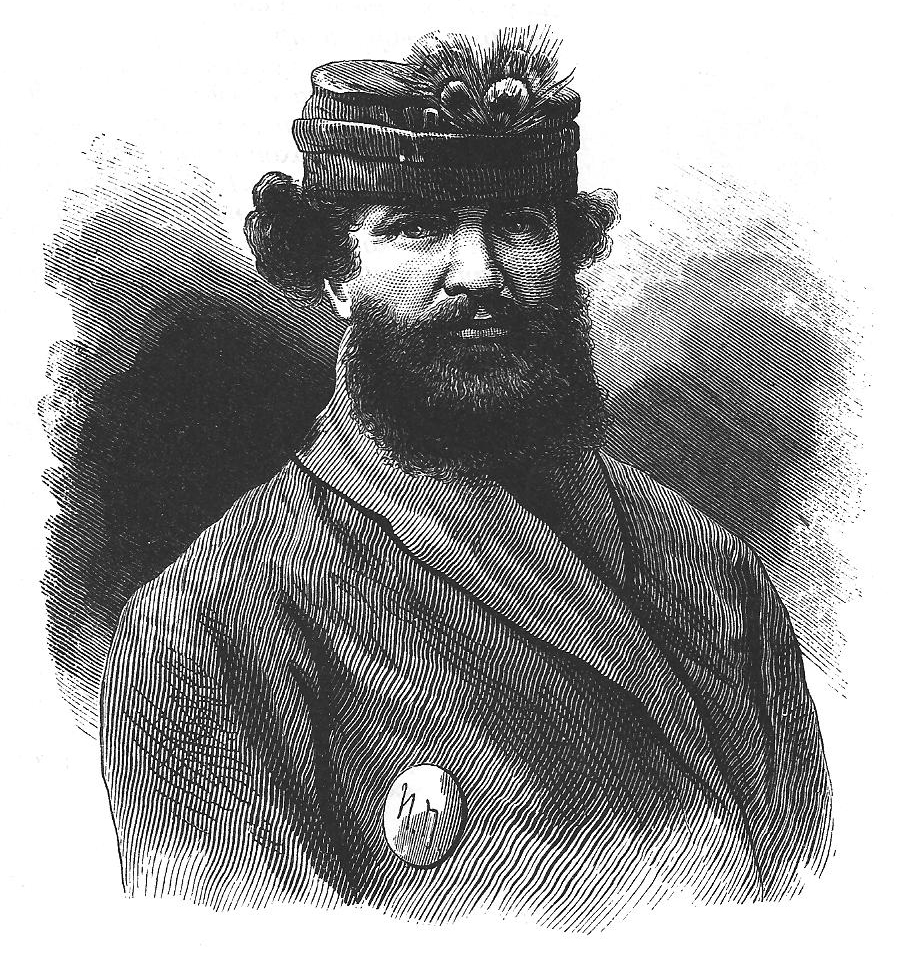
А. О. Орловский. Ямщик

Ямщи́к — представитель особой межклассовой прослойки тяглового населения Руси, назначенный в установленном порядке из крестьян либо горожан для исполнения ямской повинности, включая извоз и почтовую гоньбу.
До отмены ямской повинности в XVIII веке лица, выделенные в ямщики, переселялись в ямы — поселения при вновь создаваемых почтовых станциях, где им, помимо прочего, выделялась земля для ведения хозяйства. Так в Московском уезде, где сходились все главные дороги Русского государства, было 2849,5 десятин земли, находившейся во владении ямщиков. При строительстве Санкт-Петербурга с XVIII века вошло в практику также расселение ямщиков в специальных слободах, устраиваемых в городской черте.

## Этимология
Ямщик (др.-рус. «ꙗмьщикъ», «ямьщикъ») — слово татарского происхождения.
Слово «ям» (др.-рус. «ꙗмъ»), от которого происходит термин «ямщик», согласно исследованиям И. И. Срезневского, встречается в ярлыках ханов Золотой Орды, выдававшихся ими для русских князей. Он обозначает ямскую повинность, денежный сбор на ямскую гоньбу. Тот, кто взимал повинность с гонцов, в древнерусском языке назывался «ямник» («ꙗмьникъ»), начальник над «ямниками» назывался «ямщик» («ꙗмьщикъ»). Впоследствии самих гонцов стали называть «ямщиками» («ꙗмьщиками»).
Согласно М. Фасмеру, русские слова «ямской», «ямщик» и «ям» предположительно происходят от тюркского слова «jamčy» («почтовый гонец»).

## История

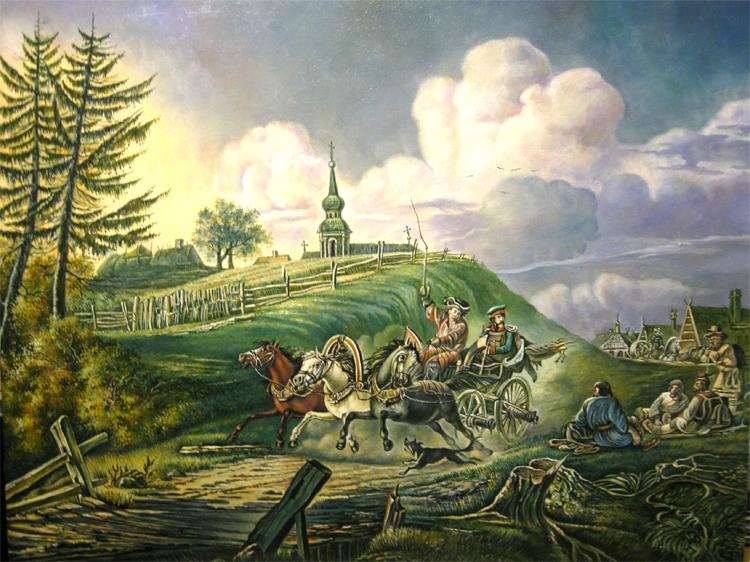
А. О. Орловский. Тройка (Фельдъегерь). 1812

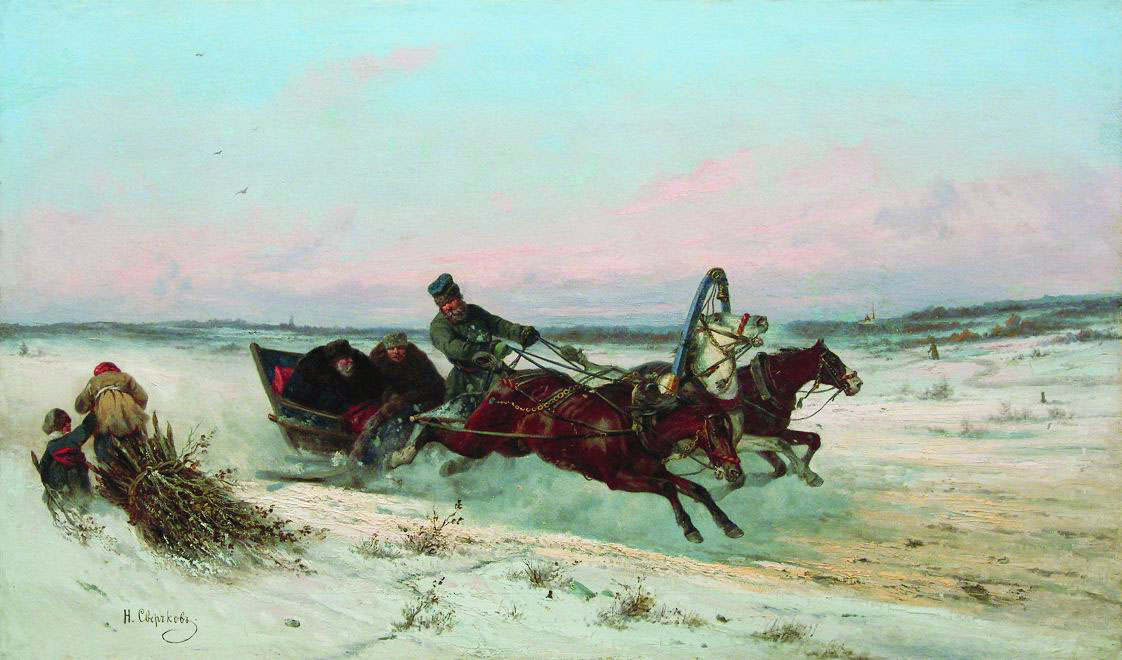
Н. Сверчков. Тройка зимой

Ямщики были кучерами, на государственной службе, выполнявшие ямскую повинность, установленную в XVII веке в Русском царстве для почтовых перевозок, перевозок чиновников, казённых грузов и прочих государственных нужд.
В XVI веке немецкий путешественник Герберштейн восторженно сообщал о ямской гоньбе в России. Его восхищала скорость, с какой доставлялись в то время письма, и впечатляло само учреждение почтово-пассажирской связи. В Западной Европе перевозкой почты занимались частные предприниматели, в связи с чем надёжность и быстрота доставки были не на должном уровне.
В «допетровское» время ямщики считались служилыми людьми «по прибору», так же как и стрельцы, городовые казаки и пушкари. Они жили возле городов в специальных «ямских» слободах и получали от казны денежное и пороховое жалование. Впоследствии ямщиков перевели в сословие государственных крестьян.
При строительстве Санкт-Петербурга из крестьян, направленных в 1714 году из мест своего прежнего проживания для отправления почтовой гоньбы, по указу Петра I в 1720 году несколько семейств было временно расселено в районе Чёрной речки. В 1723 году им отвели новое место «за Невским монастырём», где таким образом образовалась первая в истории города ямская слобода.
Крестьянин, выехавший в Петербург по правительственной разнарядке (и с согласия помещиков, если он не был государственным крестьянином изначально), и оставшийся в городе на следующий сезон, не только терял связь со своим классом, но со временем превращался в мелкого частного предпринимателя, оказывая услуги по извозу уже сугубо в частном порядке.

Впрочем, те крестьяне, которые остаются в Петербурге на следующее лето, вступая в должности дворников, извозчиков, разносчиков, пользуются выгодами, отвыкают от сельских работ и неохотно возвращаются к сельскому быту— Иван Пушкарёв. Описание Санкт-Петербурга…
Как отмечал И. Пушкарёв в 1839 году, «ямщики, кроме извозничества, мало занимаются ремёслами, однако ж некоторые из них имеют довольно хорошее состояние». Кроме того, у этого же автора приводится демографический состав этой прослойки, и, сообщая общую численность проживавших в Петербурге на 1 января 1838 года (328 719 мужчин и 138 806 женщин), он указывает: «14. Ямщиков: муж. 2153, женск. 997 чел.». В данном случае в число «ямщиков» включены не только представители этой профессии, но и все члены их семей обоего пола.
Вплоть до широкого распространения железнодорожного транспорта ямщики имели важное значение для экономики России.

## Ямская повинность
В Русском государстве в XVII—XVIII веках существовала государственная ямская повинность. Это была повинность тяглового сельского и городского населения для организации перевозок лиц, состоявших на государственной службе, государственных грузов, а также дипломатов.

## Ямские казачьи полки
Вскоре после начала русско-шведской войны 7 октября 1788 года по образцу донских казачьих полков был сформирован Ямской казачий полк. Основу нового полка сформировали ямщики, обслуживающие коммуникации Московской, Тверской, Новгородской, Псковской, Ярославской, Вологодской и Костромской губерний. Офицерский состав был набран из донских казаков. После интенсивной боевой подготовки полк был направлен на границу с Финляндией, чтобы обеспечивать прикрытие Санкт-Петербурга. Исследователь С. Балмасов пишет о службе ямщиков в Ямском казачьем полку:
Каждому выплачивалось немалое ежемесячное жалование, было выдано оружие, обмундирование и провиант, но в бой ямщики шли, как и природные казаки, на своих конях. Казаки-ямщики, часто действуя вместе с донскими и оренбургскими казаками, отбили неоднократные попытки врага приблизиться по суше к Санкт-Петербургу и перешли к активным наступательным действиям. Казаки природные сначала смеялись над невесть откуда взявшимися „ямскими“, но последние не раз примерами мужества доказывали право именоваться казаками.
По окончании боевых действий Екатерина II оставила полк на службе, наградив казаков-ямщиков. Они были удостоены не только боевых наград, но и получили денежные компенсации за потерянных коней, пенсии увечным воинам. После того, как 19 декабря 1797 года Павел I расформировал полк, ямщики вернулись к своему привычному занятию.
Тверской-ямской казачий полк в составе шести сотен был сформирован по указу Александра I от 10 сентября 1812 года для усиления отряда генерала Ф. Ф. Винцингероде в Волоколамске из ямщиков Тверской и Московской губерний. 20 октября 1812 года в его рядах было 788 человек, вооруженных пиками и саблями. Командир полка — майор Ф. И. Бешенцов. В другом источнике указано что по Высочайшему повелению, после занятия Большой армией Москвы граф П. В. Голенищев-Кутузов, собрал между Москвою и Вышним Волочком 3 747 ямщиков, из которых сформировал казачий Ямской полк и конную артиллерийскую полуроту. В 1812 году полк действовал в отряде Винцингероде, в кампанию 1813 года сражался в отрядах генералов И. И. Дибича, В. И. Гарпе, М. С. Воронцова и И. Н. Галатте де Жепола на территории Пруссии, герцогства Варшавского, Саксонии, Мекленбурга, в 1814 году — на территории Франции. 2 июня 1814 года полк расформирован.

## Влияние на культуру
- Фигура ямщика запечатлена во многих произведениях литературы, искусства и народного творчества, например:
  - А. С. Пушкин. Зимняя дорога.
  - В. И. Майков. Елисей, или Раздражённый Вакх[14].
  - И. С. Никитин. Жена ямщика; Рассказ ямщика.
  - Н. А. Некрасов. В дороге.
  - А. П. Чехов. Происшествие (Рассказ ямщика); Почта.
  - В. Г. Короленко. Государевы ямщики[15].
  - С. А. Есенин. Ямщик.
  - Николай Симаков. Рассказ ямщика (Воспоминания, навеянные грустью)[16].
  - Павел Харитонов-Ойуку. Ямщики на Лене[17].
  - Картина В. А. Тропинина «Ямщик, опирающийся на кнутовище».
  - Картина А. Е. Архипова «Рязанский ямщик».
  - Множество народных песен (или ставших таковыми) — «Рассказ ямщика» («Когда я на почте служил ямщиком…»), «Вот мчится тройка почтовая», «Однозвучно звенит колокольчик», «Вот мчится тройка удалая», «Степь да степь кругом», «Песнь ямщика» и др., а также известный романс «Ямщик, не гони лошадей» (существует в нескольких версиях)[18]:

Ямщик, не гони лошадей,

Мне некуда больше спешить,

Мне некого больше любить,

Ямщик, не гони лошадей.
- Опера «Ямщики на подставе» Евстигнея Фомина (1787).
- Песня рок-группы «Алиса» «Ямщик» (стихи В. С. Высоцкого; записана на альбоме «Для тех, кто свалился с Луны»).

- В Гаврилов-Яме Ярославской области открыт Музей ямщика[21].
- Управление федеральной почтовой связи Иркутской области — филиал ФГУП «Почта России» издаёт газету «Ямщик»[22].
- Канадским обществом русской филателии (англ. Canadian Society of Russian Philately) выпускается филателистический журнал «Ямщик» (The Post-Rider, или Yamschik)
- На воровском жаргоне «ямщик» означает «содержатель притона, скупщик краденого».